# Minas de Borralha
Las Minas de la aldea de Borralha son unas antiguas minas de wolframio situadas en la freguesia de Salto, dentro del Municipio de Montalegre (Portugal). Abiertas en torno a 1900 y siendo el principal foco económico y empleador del Distrito de Vila Real, cesaron su actividad en 1986. Tras un período de saqueo y desvalorización, las instalaciones mineras hoy se encuentran en proceso de recuperación y dinamización patrimonial, así como el contexto natural en que se insertan.

## Instalaciones

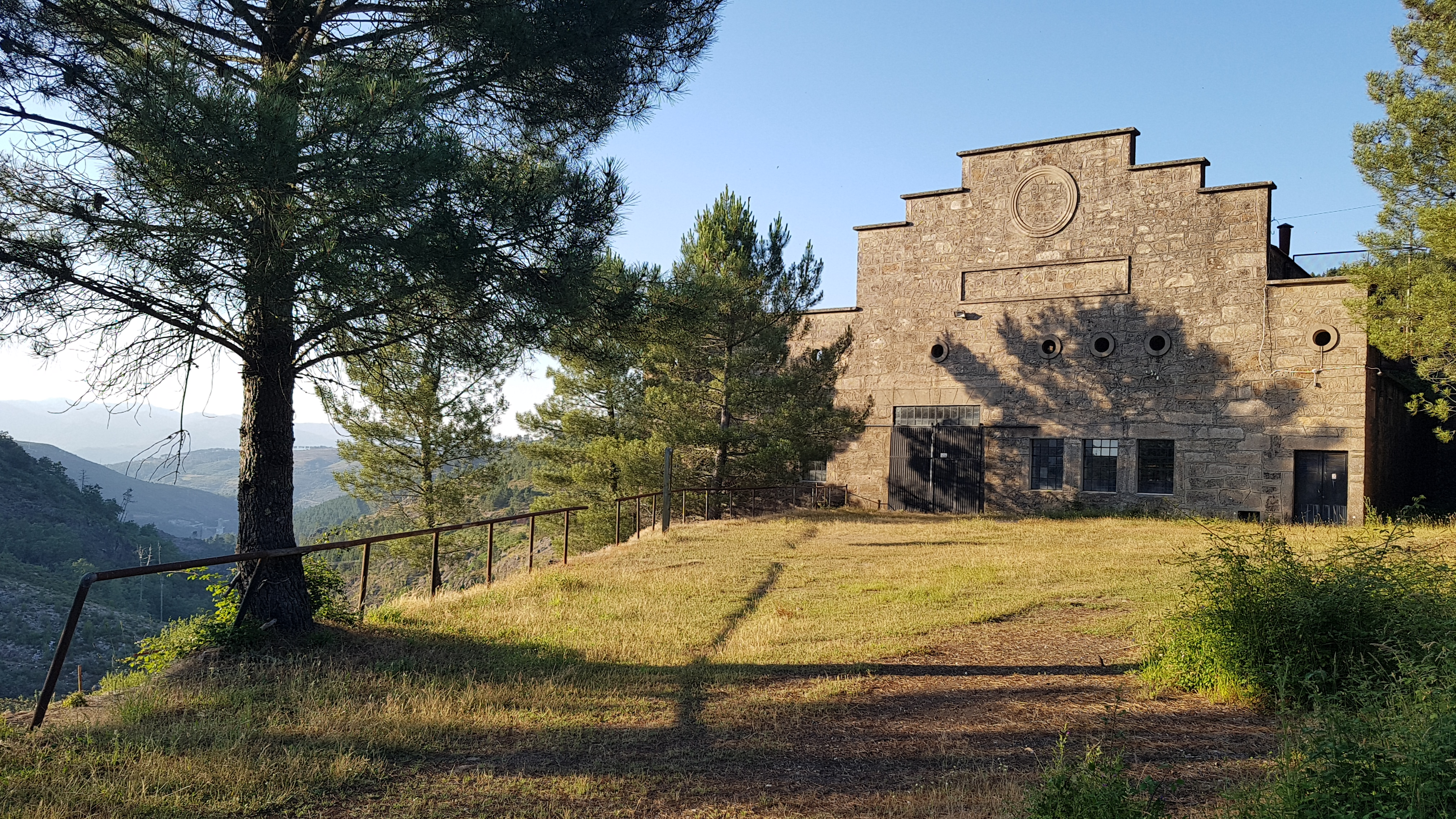
Fundición

La mina de Borralha es una de las únicas que cuenta con instalaciones para culminar el proceso completo de transformación del wolframio. Además de las bocaminas de extracción, cuenta con canteras a cielo abierto de las que, una vez extraído el material, era llevado a las lavanderías. A principios del siglo XX se instaló la llamada "lavandería vieja", que fue fundamental en los años 40 y quedó prácticamente en desuso desde 1958. La nueva, construida en los 40, no funcionó hasta el año 62, tras un "cierre" temporal de la mina. También de final de los años 40 es la fundición que hace única a esta mina. La mina incluye una sala de compresores, un sistema de canalización de agua para generar electricidad y el "Stockwerk" para transportar el mineral de la zona alta a la más baja. 
A estas instalaciones se suman las de alojamiento y convivencia: los cuartos novos -primer asentamiento de la mina y aún habitados-, el barrio de guarda o el barrio novo son algunas de las zonas donde los trabajadores y trabajadoras de la mina vivían; además de las casas de los ingenieros, situadas en otra zona. Así mismo, la mina contaba con varios bares y una Pensión y una Cantina donde se celebraban numerosas fiestas y sede cultural de la mina. 

## Historia de la mina

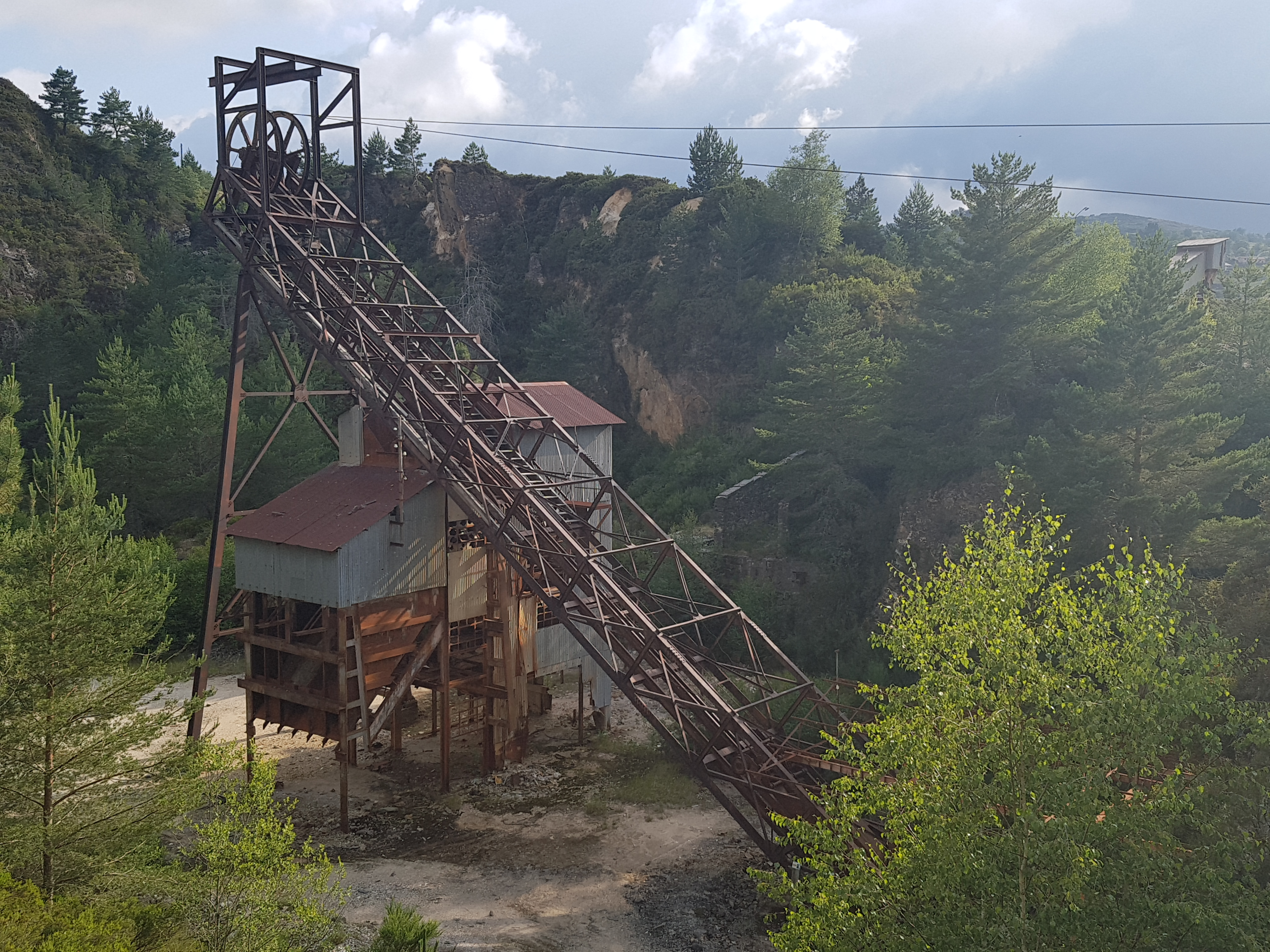
Stockwerk de las Minas de Borralha

En 1902 se otorga la concesión de las primeras extracciones en favor de la Compagnie de Mines d'Étain et Wolfram, que en 1909 fue Mines de Borralha, SA Bruselas y en 1914 pasó a ser Mines de Borralha SA Paris. Se dice que fue Domingos Borralha quien, yendo a pedir trabajo a las Minas de Estaño y Wolframio de Ribeira, en el distrito de Bragança, observó unas "piedras" como las de su tierra: la wolframita. Escuchándole el supervisor Paul Marijon, se fue a buscar el origen de Borralha, donde descubrió el yacimiento, naciendo así la mina. 
Ya en 1910 esta mina de Wolframio o Tungsteno, es la principal exploración del país, con una producción total de unas 384 toneladas de wolframio. Su área excede las 1788 hectáreas, constituyendo la fuente de tungsteno más grande en el país. Las minas atraían a potenciales trabajadores de todo Portugal. 
En torno a los años 30-60 experimentó su mayor auge, en el contexto de la II Guerra Mundial y la Guerra Fría, dado que el uso más conocido del mineral es la fabricación de ++armamento]], por su dureza. Es a esta época a la que pertenecen la mayor parte de las instalaciones que se conservan, así como las casas. En 1956 abre la Escuela Técnico-Profesional de las minas y la iglesia. Además, contaba con una escuela primaria. También es en este momento cuando se produce la venta de toda la producción de wolframio a la compañía United Kingdom Commercial Corporation, Limited; una empresa recién creada por el gobierno británico para la comercialización en período de guerra con los países neutrales.
Entre 1958 y 1962 la mina reduce su producción al mínimo debido a la caída del precio del tungsteno. A partir de entonces se inicia la caída de la actividad, con numerosas huelgas y actividades sindicales en los años 70 y ya con el cambio a la gestión inglesa.
Finalmente, en 1986 la exploración es suspendida temporalmente por la administración, hasta la revocación definitiva de las licencias en 1993. 

### Farria
Se conoce por "farria" a la práctica del contrabando en la zona. Debido al alto valor del wolframio, muchos trabajadores sisaban para revender por su cuenta lo extraído. Había toda una organización farrista cuyo castigo era la cárcel en Montalegre y que generaba grandes beneficios; tantos que dicen que se fumaban los billetes. En 2011 se realizó un mediometraje titulado "Fárria" a propósito de este tema. En la actualidad hay una ruta del farrista, que se puede transitar y que circunvala el Grupo D, la lavandería nueva y la antigua dirección. 

## Actualidad

### Ecomuseu de Barroso - Centro Interpretativo de las Minas

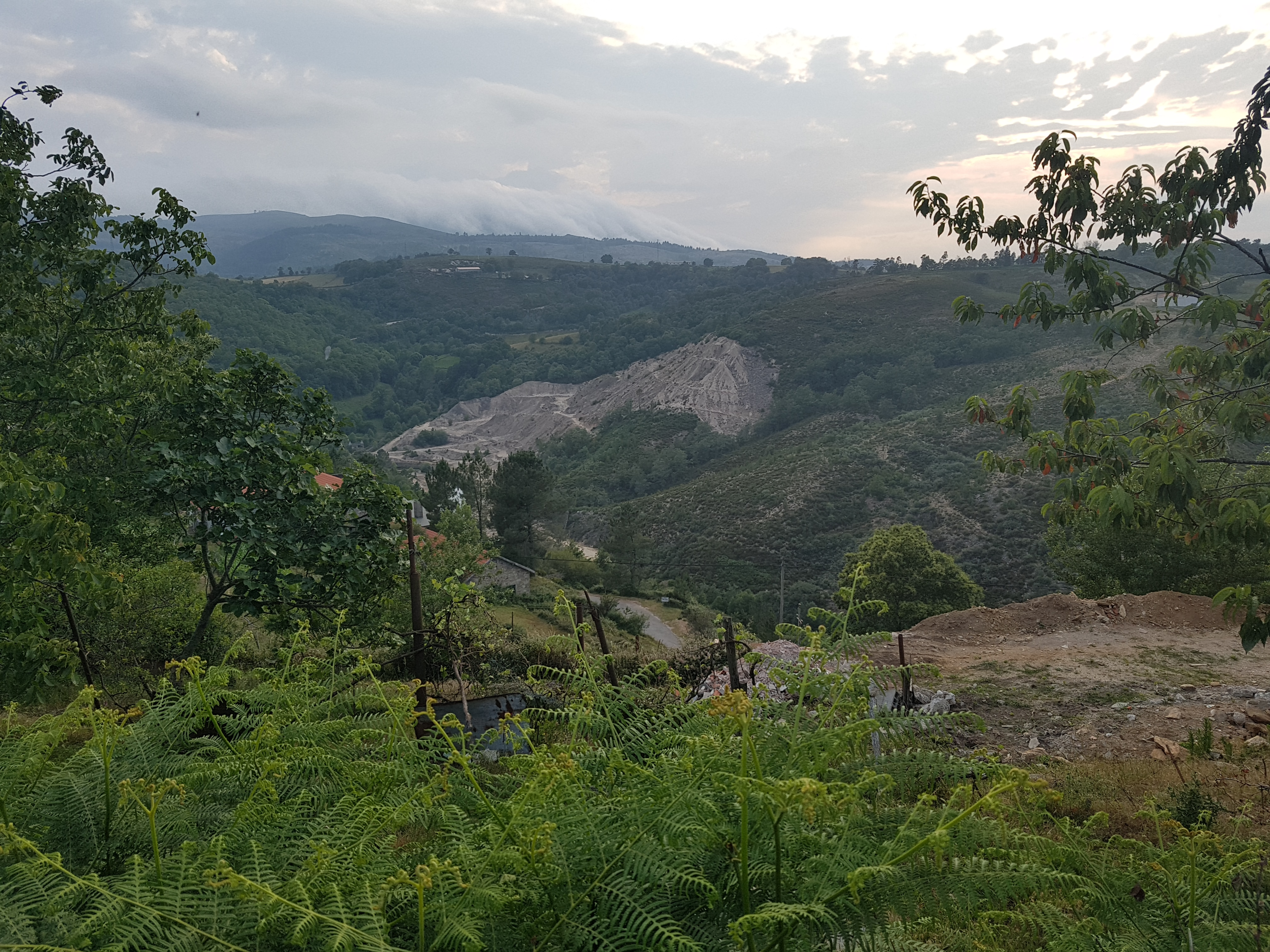
Minas a cielo abierto de Borralha

En 2015 nace el nodo de las Minas de Borralha dentro de la red del Ecomuseu de Barroso, que cuenta con varios centros esparcidos por el territorio. El objetivo de éste es revalorizar el espacio minero en términos de riqueza geológica (litológica) y como atractivo turístico que enriquezca la economía local sin perder de vista a la comunidad como base de trabajo y fuente primaria patrimonial.
En la actualidad, el Ecomuseu, cuenta con cuatro zonas recuperadas: el Grupo D, centro de la sede museológica que incluye los baños, el auditorio, recepción y salas de exposición, además de tienda. También la fundición, la sala de compresores y el archivo, donde se encuentra una gran riqueza documental relacionada con las actividades de las minas.
Este Ecomuseo forma parte de la red de Minas y puntos de interés Geológico Nacional de Portugal.

### Wolfram Trail
En 2017 se organizó el primer Wolfram Trail, un recorrido deportivo que atraviesa el paisaje de las Minas de Borralha e interactúa con su patrimonio industrial a través del deporte y la actividad física. En 2019 atrajo a más de 1000 atletas. 

### Reapertura
Uno de los planteamientos problemáticos que se manejan es reabrir una bocamina para explorar nuevas vías de producción de wolframio en la zona.